# Esploratori dell'infinito
Esploratori dell'infinito (Riders to the Stars) è un film statunitense del 1954, diretto da Richard Carlson.

## Trama
Il Pentagono recluta, peraltro su base volontaria, 20 ex-militari di sicuro valore che si contraddistinguono per le loro attuali brillanti carriere scientifiche, fra i quali andranno scelti i componenti di una missione top secret.
I convocati stessi non vengono a conoscenza del contenuto della missione, che viene rivelato solo ai quattro prescelti, che si sono dimostrati più adatti dopo difficili test fisici e psicologici. Si tratta di mandare per la prima volta uomini nello spazio: esperimenti in tal senso erano stati fatti prima solo con cavie, che avevano superato la prova, ma nulla assicurava che lo stesso successo avrebbe arriso anche agli esseri umani.
Lo scopo della missione era capire come mai le meteoriti metalliche che giungevano sulla Terra non presentavano le stesse alterazioni che rendevano invece fragili ed insicuri i frammenti di metallo dei razzi mandati dalla Terra e recuperati dopo il loro ritorno: occorreva dunque prendere campioni di meteoriti al di sopra dell'atmosfera terrestre, per sondarne le caratteristiche che le rendevano meno soggette a degrado. Il che avrebbe assicurato un sicuro avanzamento del programma spaziale statunitense.
Uno dei quattro futuri cosmonauti, riconosciuta l'estrema pericolosità della missione, si ritira: rimangono Richard Stanton (che scopre solo ora che il coordinatore del team di scienziati che ha ideato la stessa non è altri che suo padre Don), Jerry Lockwood (che si trova in una difficile situazione sentimentale con la fidanzata), e Walter Gordon.
Vengono allestiti tre razzi individuali, ciascuno per ognuno dei componenti della missione, e vengono mandati nello spazio. Qualcosa va storto: il razzo di Gordon tenta di catturare un meteorite troppo grande, ed esplode. Lockwood, alla vista dello scheletro del compagno che, nella tuta spaziale, va alla deriva, è colto da un serio tracollo nervoso, a seguito del quale rivive le difficoltà con la fidanzata, ed il suo razzo, per una manovra inaspettata, si perde nello spazio.
Jane Flynn, medico spaziale, collaboratrice del capo-missione Don, ordina da terra al superstite Richard, col quale prima del decollo aveva iniziato una relazione amorosa, di fare immediato ritorno. Richard tuttavia contravviene alle indicazioni, vedendo l'opportunità, di cui si avvale, di impadronirsi di un meteorite. In tal modo però mette a repentaglio la propria incolumità: il suo razzo riuscirà con difficoltà a far ritorno sulla Terra, con Richard incolume, riconsegnato al padre e all'amata, e col meteorite, l'analisi del quale permette di appurare le proprietà fisico-chimiche che si andavano cercando, e che contribuiranno al progresso della navigazione spaziale.